# Bernhard Knubel
Bernhard Knubel (n. 2 martie 1938, Merzig, Saarland, Germania – d. 23 februarie 1973, Gelsenkirchen, Germania) a fost un canotor german, medaliat olimpic. A participat la o ediție a Jocurilor Olimpice (1960) în care a câștigat o medalie de aur.

## Participări
Lista de mai jos prezintă principalele competiții la care a participat Bernhard Knubel de-a lungul carierei.
- Canottaggio ai Giochi della XVII Olimpiade - Due con maschile[*][5]